# محمد عارف السعيد
محمد عارف السعيد (13 يناير 1953 - 26 يوليو 2012)، مذيع ومدبلج سوري، عُرف بتقديم البرامج السياسية على الفضائية السورية، كما تعاون مع العديد من القنوات الفضائية العربية، أبرزها ناشيونال جيوغرافيك أبوظبي، حيث شارك في دبلجة العديد من البرامج والأفلام العلمية، مما جعل صوته مميزًا ومعروفًا لدى الجمهور. من أشهر أعماله في الدبلجة: الوثائقي الشهير أبوكاليبس، عمل في مركز الزهرة وشارك في دبلجة الأعمال التي عُرضت على قناتي سبيس تون وسبيس باور.

## اختطافه ووفاته
في يوم الأربعاء 18 يوليو 2012، اختُطف محمد عارف السعيد على يد عناصر تابعة لـجبهة النصرة، حيث تعرض للضرب والتعذيب في المعتقل لمدة أسبوع، بتهمة تأييده لنظام بشار الأسد منذ اندلاع الثورة السورية عام 2011.
وفي صباح يوم الخميس 26 يوليو 2012، الموافق 7 رمضان 1433هـ، فارق الحياة عن عمر 59 عامًا، نتيجة التعذيب الذي تعرض له أثناء احتجازه.

## من أعماله
- دور جون سيلفر لجزيرة الكنز (في الحلقتين اللتين أعيدت دبلجتهما)
- هجوم كابتن ثابت 1997 - مسلسل
- مسلسل صقور الأرض
- مسلسل شارع القرش
- مسلسل أجنحة كاندام
- مسلسل باتمان بأجزائه الثلاثة
- وثائقي أبوكاليبس: الحرب العالمية الثانية